# Indra Angad-Gaur
Indra Angad-Gaur (Den Haag, 4 maart 1974) is een Nederlandse floretschermster. Ze is 11-voudig Nederlands kampioene, daarvan 10 maal op Floret (1990,1994,1995,1996,1998,1999,2000,2001,2002 en 2003) en 1 maal op Degen (1989). Indra won diverse wereldbekertoernooien en vertegenwoordigde Nederland eenmaal op de Olympische Spelen. Van juni 2001 t/m juni 2006 maakte Indra deel uit van de Defensie Topsport Selectie. Op 13 juni 2009 benoemde de Koninklijke Nederlandse Algemene Schermbond (KNAS) Angad-Gaur tot 'Lid van Verdienste'.

## Biografie

### Jeugd
Op vijfjarige leeftijd begon zij naar het voorbeeld van haar vier jaar oudere broer (muzikant Erwin Radjinder) met schermen bij maître Oudijk van de Delftse club Prometheus. Tot haar 9e jaar gaf zij de voorkeur aan het wedstrijd-zwemmen boven wedstrijden schermen. Toen zij als 9-jarige het Zuid-Hollands kampioenschap won koos zij definitief voor het schermen. Er volgden vele Nationale titels in verschillende jeugdcategorieën. In totaal behaalde Indra 8 nationale titels. Vanaf april 1987 ging Indra (ook) trainen bij Zaal Kardolus in Zoetermeer. Ze werd in 1988 als 14-jarige kampioen bij de Junioren (tot 20 jaar) en een jaar later nationaal kampioene bij het senioren NK op de degen, waarbij zij de toenmalige wereldtopper en clubgenote Pernette Osinga bedwong. Tot op heden is zij daarmee in het schermen de jongste nationaal kampioene senioren ooit. Er werd Angad-Gaur een plek in de degenselectie aangeboden, deze weigerde ze, Angad-Gaur zei hierover: "Mijn keuze voor het onderdeel floret is altijd een bewuste geweest en (makkelijker) succes op andere disciplines waren (en zijn) geen reden te switchen." Alvorens Indra in 1990 naar het Duitse scherminternaat in Tauberbischofsheim vertrok, won zij dat jaar ook haar eerste nationale titel senioren op floret en werd 2-de bij het enige officieuze wereldbekertoernooi voor cadetten (15-17 jaar) in Recklinghausen (DUI).

### Duitsland
Van 1990 tot de zomer van 1993 woonde, trainde en studeerde Angad-Gaur in Tauberbischofsheim (Duitsland). In deze tijd werd zij met de equipe van haar club Duits nationaal kampioene bij de cadetten en de junioren.

### Senioren
In haar eerste seniorenjaar werd Angad-Gaur opnieuw nationaal kampioene maar ook internationaal verliep het voorspoedig, al in 1996 won zij haar eerste wereldbekermedaille en schakelde bij toernooien vele gevestigde wereldtoppers uit. Haar grootste prestaties tot dan toe behaalde zij in Boedapest, waar ze veelvoudig wereld- en Olympisch kampioene en Duitse heldin Anja Fichtel uitschakelde en in Moskou waar Indra, na een zegereeks op eveneens oud wereldkampioenen: Sabine Bau (DUI) en Olga Velitschenko (RUS) haar eerste medaille op wereldniveau veroverde. Zij beëindigde het toernooi als derde en belandde al in haar tweede seniorenjaar in de top 25 van de wereldranglijst.

### Olympische Spelen
Ondanks deze grote stappen vooruit en winst bij het Olympische kwalificatietoernooi in het Italiaanse Como (dat haar een startbewijs van het IOC voor de Spelen van Atlanta opleverde), vond het NOC haar te licht en werd zij dat jaar nog niet naar de Olympische Spelen uitgezonden.
In de daaropvolgend Olympische cyclus trainde Angad-Gaur met de toenmalige wereldkampioen bij de heren Golubytsky en handhaafde zich rotsvast in de top-20 van de wereldranglijst. Ook in het Olympisch seizoen van 2000 werden de wereldbekertoernooien waarbij Angad-Gaur haar prestaties neer zette niet door het NOC erkend als kwalificatiemomenten en opnieuw ging zij niet mee naar de Spelen. Desondanks eindigde zij het seizoen met een top-16 klassering op de wereldranglijst.
In 2002 zette zij de stijgende lijn voort met haar eerste 2 wereldbekerzeges in respectievelijk Seoel en Buenos Aires en een derde plek bij het wereldbekertoernooi in Sint Petersburg. Angad-Gaur sloot het jaar af met een 6e plek op de wereldranglijst. Naast deze resultaten op het wereldbekercircuit werd zij in het Zwitserse Bern vice-militaire- wereldkampioene. (Angad-Gaur werkte in deze periode bij de Koninklijke Luchtmacht.)
Het Olympisch jaar 2004 echter werd een dip in haar carrière waardoor zij opnieuw de Spelen miste.
In 2005 behaalde zij echter alweer twee keer een bronzen medaille bij een wereldbekerwedstrijd, waardoor zij het seizoen opnieuw in de top 25 op de wereldranglijst afsloot.
In 2008 leken de Olympische Spelen opnieuw aan haar voorbij te gaan, hoewel zij zich al snel kwalificeerde volgens de eisen van het NOC. Op het laatste moment kwalificeerde zij zich toch dankzij een herverdeling van startbewijzen na de terugtrekking van een Afrikaans land voor de teamwedstrijd. In de tweede ronde van het Olympisch toernooi werd zij, na in de eerste ronde de Egyptische Eman El Gammall te hebben verslagen, uitgeschakeld door de latere winnares van het brons, de Italiaanse oud-wereldkampioene Margherita Granbassi.

### Frankrijk
Daarna schermde Angad-Gaur voor de Franse club Aubervilliers met trainer Olivier Belnoue in de Franse competitie. In 2004, 2005 en 2006 werd zij met Aubervilliers nationaal kampioen van Frankrijk.
In 2006 won ze in Boedapest met de équipe van Aubervilliers brons bij de Europacup voor landskampioenen.